# Cormano
Cormano é uma comuna italiana da região da Lombardia, província de Milão, com cerca de 17.988 habitantes. Estende-se por uma área de 4 km², tendo uma densidade populacional de 4497 hab/km². Faz fronteira com Paderno Dugnano, Bollate, Cusano Milanino, Bresso, Novate Milanese, Milano.

## Demografia
| Variação demográfica do município entre 1861 e 2011                               |
|                                                                                   |
| Fonte: Istituto Nazionale di Statistica (ISTAT) - Elaboração gráfica da Wikipedia |